# Красногорский район (Алтайский край)
Красного́рский райо́н — административно-территориальное образование (район) и муниципальное образование (муниципальный район) в Алтайском крае России.
Административный центр — село Красногорское, расположенное в 233 км от Барнаула.

## География
Красногорский район Алтайского края расположен в юго-восточной его части, с севера граничит с Бийским и Солтонским районами, с запада с Советским районом, а на юге и востоке граничит с Республикой Алтай. Площадь района — 3070 км². Численность населения — 18,9 тыс. человек. В районе 35 населённых пунктов, наиболее крупные из которых: Красногорское, Быстрянка, Усть-Кажа, Усть-Иша, Соусканиха, Берёзовка, Новозыково, Талый.
Красногорский район образован в 1924 году, до 1960 года носил название Старобардинский.
Территорию Красногорского района занимают Алтайские предгорья с высотой гор до 1000 м, юго-восточную часть — смешанная тайга. Красногорский район расположился в междуречье Бии и Катуни. Река Иша, одна из самых тёплых алтайских рек, рассекает район с востока на запад. Русло её очень извилисто, протяжённость реки по району составляет 90 км. Кроме Бии, Катуни и Иши, по району протекают такие реки, как Чапша, Кажа, Бардушка.
Село Красногорское (до 1960 года — Старая Барда) расположено в 233 км к юго-востоку от г. Барнаула. Райцентр связан с Бийском, Горно-Алтайском, Барнаулом и другими городами и районами автомобильными трассами; до ближайшей железнодорожной станции (г. Бийск) — 110 км.
Гора Карагайская Синюха — самая высокая, её высота 894 м, гора Кызырык высотой 604 м, расположенная у села Ужлеп, в 5 км от села Красногорского, популярна у местных дельтапланеристов благодаря своему протяжённому хребту, позволяющему совершать полёты при любом направлении ветра.
Климат — континентальный. Средняя температура января −18 °С, июля +18 °С. Годовое количество атмосферных осадков — 580 мм.
Почвы чернозёмы и лесные подзолистые. Юго-Восточная часть района занята тайгой. Растут: берёза, осина, тополь, ива, черёмуха, калина, рябина, жёлтая акация, пихта, ель, сосна, лиственница. Обитают: из зверей — медведь, волк, лиса, заяц, барсук, норка, соболь, хорёк, белка, сурок, ондатра, лось, косуля; из птиц — тетерев, глухарь, сойка, серая куропатка; из рыб — щука, чебак, сорожка, карась, окунь, лещ, таймень, хариус, налим.

## История
Образован в 1924 году как Старобардинский район. 15 января 1944 года 8 сельсоветов Старобардинского района были переданы в новый Сростинский район. 26 января 1960 года к Старобардинскому району была присоединена часть территории упразднённого Сростинского района. В 1960 году переименован в Красногорский район.

## Население
| 1996    | 1997    | 1998    | 1999    | 2000    | 2001    | 2002    | 2003    | 2004    |
| ------- | ------- | ------- | ------- | ------- | ------- | ------- | ------- | ------- |
| 20 600  | ↘20 100 | ↘19 900 | ↘19 700 | ↘19 600 | ↘19 300 | ↘19 100 | ↘18 939 | ↘18 812 |
| 2005    | 2006    | 2007    | 2008    | 2009    | 2010    | 2011    | 2012    | 2013    |
| ↗18 821 | ↘18 630 | ↘18 396 | ↗18 428 | ↘18 222 | ↘16 228 | ↘16 201 | ↘16 150 | ↘15 996 |
| 2014    | 2015    | 2016    | 2017    | 2018    | 2019    | 2020    | 2021    |         |
| ↘15 805 | ↘15 578 | ↘15 417 | ↘15 260 | ↘15 209 | ↘15 082 | ↘14 840 | ↘13 116 |         |

### Национальный состав
По итогам переписи населения 2002 года:
| Национальность | Оба пола | Мужчины | Женщины |
| Все население  | 19036    | 8934    | 10102   |
| алтайцы        | 41       | 12      | 29      |
| армяне         | 26       | 20      | 6       |
| белорусы       | 74       | 36      | 38      |
| кумандинцы     | 348      | 155     | 193     |
| немцы          | 307      | 157     | 150     |
| русские        | 17880    | 8367    | 9513    |
| татары         | 72       | 36      | 36      |
| украинцы       | 144      | 73      | 71      |

## Административно-муниципальное устройство
Красногорский район с точки зрения административно-территориального устройства края включает 8 административно-территориальных образований — 8 сельсоветов.
Красногорский муниципальный район в рамках муниципального устройства включает 8 муниципальных образований со статусом сельских поселений:
| № | Сельское поселение        | Административный центр | Количество населённых пунктов | Население (чел.) | Площадь (км²) |
| - | ------------------------- | ---------------------- | ----------------------------- | ---------------- | ------------- |
| 1 | Берёзовский сельсовет     | село Берёзовка         | 2                             | ↘1177            | 171,30        |
| 2 | Быстрянский сельсовет     | село Быстрянка         | 4                             | ↘2338            | 211,70        |
| 3 | Красногорский сельсовет   | село Красногорское     | 9                             | ↘5426            | 925,71        |
| 4 | Новозыковский сельсовет   | село Новозыково        | 3                             | ↘905             | 329,94        |
| 5 | Новоталовский сельсовет   | посёлок Талый          | 3                             | ↘494             | 136,09        |
| 6 | Соусканихинский сельсовет | село Соусканиха        | 3                             | ↘887             | 267,64        |
| 7 | Усть-Ишинский сельсовет   | село Усть-Иша          | 4                             | ↘1898            | 299,82        |
| 8 | Усть-Кажинский сельсовет  | село Усть-Кажа         | 7                             | ↘1228            | 731,22        |

В 2004 году из числа сельсоветов был исключён Калташинский сельсовет с центром в селе Калташ.

## Населённые пункты
В Красногорском районе 35 населённых пунктов:
| №  | Населённый пункт     | Тип     | Население | Сельское поселение        |
| -- | -------------------- | ------- | --------- | ------------------------- |
| 1  | Балыкса              | село    | ↘99       | Усть-Кажинский сельсовет  |
| 2  | Берёзовка            | село    | ↗1243     | Берёзовский сельсовет     |
| 3  | Быстрянка            | село    | ↗1838     | Быстрянский сельсовет     |
| 4  | Верх-Кажа            | село    | ↘65       | Красногорский сельсовет   |
| 5  | Горный               | посёлок | ↘112      | Усть-Ишинский сельсовет   |
| 6  | Долина Свободы       | посёлок | ↘110      | Усть-Ишинский сельсовет   |
| 7  | Егона                | посёлок | ↗5        | Красногорский сельсовет   |
| 8  | Ивановка             | посёлок | ↘34       | Красногорский сельсовет   |
| 9  | Иртышкино            | посёлок | →2        | Красногорский сельсовет   |
| 10 | Кажа                 | село    | ↘113      | Усть-Кажинский сельсовет  |
| 11 | Калташ               | село    | →5        | Красногорский сельсовет   |
| 12 | Каменка              | посёлок | ↘81       | Соусканихинский сельсовет |
| 13 | Карагайка            | посёлок | ↘108      | Красногорский сельсовет   |
| 14 | Карагуж              | село    | ↘347      | Усть-Ишинский сельсовет   |
| 15 | Красногорское        | село    | ↘5275     | Красногорский сельсовет   |
| 16 | Курлек               | посёлок | ↘25       | Новозыковский сельсовет   |
| 17 | Лебяжье              | село    | ↗295      | Соусканихинский сельсовет |
| 18 | Луговое              | село    | ↘70       | Новоталовский сельсовет   |
| 19 | Макарьевское         | село    | ↘140      | Усть-Кажинский сельсовет  |
| 20 | Мануильское          | село    | ↘207      | Новоталовский сельсовет   |
| 21 | Многопольное         | посёлок | ↘42       | Берёзовский сельсовет     |
| 22 | Мост Иша             | посёлок | ↗123      | Быстрянский сельсовет     |
| 23 | Новая Суртайка       | село    | ↘185      | Быстрянский сельсовет     |
| 24 | Новозыково           | село    | ↘726      | Новозыковский сельсовет   |
| 25 | Пильно               | село    | ↘33       | Усть-Кажинский сельсовет  |
| 26 | Посёлок имени Фрунзе | посёлок | ↗273      | Усть-Кажинский сельсовет  |
| 27 | Сосновка             | село    | ↘134      | Усть-Кажинский сельсовет  |
| 28 | Соусканиха           | село    | ↗720      | Соусканихинский сельсовет |
| 29 | Старая Суртайка      | посёлок | ↗320      | Быстрянский сельсовет     |
| 30 | Тайна                | село    | ↘194      | Новозыковский сельсовет   |
| 31 | Талый                | посёлок | ↘323      | Новоталовский сельсовет   |
| 32 | Ужлеп                | посёлок | ↘115      | Красногорский сельсовет   |
| 33 | Усть-Иша             | село    | ↘1362     | Усть-Ишинский сельсовет   |
| 34 | Усть-Кажа            | село    | ↘697      | Усть-Кажинский сельсовет  |
| 35 | Чапша                | посёлок | ↘0        | Красногорский сельсовет   |

## Экономика
Основное направление экономики — сельское хозяйство: производство мяса, молока, зерна, алтайского мёда. Пастбищное содержание коров и качественные корма позволяют получать молоко для производства твердых сыров. На территории района находятся предприятия по переработке сельхозпродукции: Быстрянский маслосырзавод, Карагужинский маслосырзавод, Красногорский маслосырзавод; Красногорское предприятие «МИС’С» по переработке гречихи; ЗАО «Горный Нектар» по производству мёда; Фрунзенский мехлесхоз по производству деловой древесины.

## Транспорт
По территории района проходит федеральная автомагистраль Р256 («Чуйский тракт», Новосибирск — Бийск — Республика Алтай).